# ICDP Pitești-Mărăcineni
ICDP Pitești-Mărăcineni - (denumire completă: Institutul de Cercetare – Dezvoltare pentru Pomicultură Pitești-Mărăcineni) este o instituție de cercetare în Pomicultură din România, aflată în subordinea Academiei de Științe Agricole și Silvice „Gheorghe Ionescu Șișești” București.

## Istoric
A fost înființat în anul 1967 sub conducerea acad. prof. T. Bordeianu (m. 1969). Primul sediu a fost în comuna Micești, în actuala clădire funcționând din 1971.

## Soiuri dezvoltate
Printre soiurile create de ICDP Pitești-Mărăcineni se numără:
Măr: Romus 1, Romus 2, Romus 3, Remus
Păr: Triumf
Prun: Tuleu Timpuriu, Silvia.